# Tatiana Sfiligoy
Tatiana Sfiligoy (nome adotivo) ou Tatiana Ruarte Britos (nome de nascimento) (11 de julho de 1973), é uma psicóloga argentina, activista de direitos humanos que, junto a sua irmã Mara Sfiligoy (Laura Jotar Britos), foi a primeira criança recuperada pelas Avós de Praça de Maio no contexto do roubo de bebes realizado pela ditadura militar argentina instalada em 1976.